# صموئيل فورمان هنت
صموئيل فورمان هنت (بالإنجليزية: Samuel Furman Hunt) هو قاضي أمريكي، ولد في 24 أكتوبر 1844 في سبرينغديل في الولايات المتحدة، وتوفي في 12 يناير 1907 في غلينديل في الولايات المتحدة.